# Heusden Koers 1978
De 30e editie van de Belgische wielerwedstrijd Heusden Koers werd verreden op 17 augustus 1978. De start en finish vonden plaats in Heusden. De winnaar was Freddy Maertens, gevolgd door Jos Jacobs en Frank Hoste.

## Uitslag
| Heusden Koers 1978 |                 |                     |       |
| Plaats             | Naam            | Ploeg               | Tijd  |
| Winnaar            | Freddy Maertens | Flandria-Velda-Lano | 3u40' |
| 2                  | Jos Jacobs      | Ijsboerke-Gios      | + 25" |
| 3                  | Frank Hoste     | Ijsboerke-Gios      | z.t.  |

1929 · 1930-1935 · 1936 · 1937 · 1938 · 1939 · 1952 · 1953 · 1954 · 1955 · 1956 · 1957 · 1958 · 1959 · 1960 · 1961 · 1962 · 1963 · 1964 · 1965 · 1966 · 1967 · 1968 · 1969 · 1970 · 1971 · 1972 · 1973 · 1974 · 1975 · 1976 · 1977 · 1978 · 1979 · 1980 · 1981 · 1982 · 1983 · 1984 · 1985 · 1986 · 1987 · 1988 · 1989 · 1990 · 1991 · 1992 · 1993 · 1994 · 1995 · 1996 · 1997 · 1998 · 1999 · 2000 · 2001 · 2002 · 2003 · 2004 · 2005 · 2006 · 2007 · 2008 · 2009 · 2010 · 2011 · 2012 · 2013 · 2014 · 2015 · 2016 · 2017 · 2018 · 2019 · 2020 · 2021 · 2022 · 2023